# Saturday Morning
| Recensione | Giudizio |
| ---------- | -------- |
| AllMusic   | [ 1 ]    |

Saturday Morning è un album discografico del sassofonista jazz statunitense Sonny Criss, pubblicato dall'etichetta discografica Xanadu Records nel 1975.

## Tracce
Lato A
1. Angel Eyes – 5:29 (Earl Brent, Matt Dennis)
2. Tin Tin Deo – 6:44 (Chano Pozo, Gil Fuller)
3. Jeannie's Knees – 5:08 (Sonny Criss)

Lato B
1. Saturday Morning – 5:01 (Sonny Criss)
2. My Heart Stood Still – 6:46 (Lorenz Hart, Richard Rodgers)
3. Until the Real Thing Comes Along – 5:44 (Mann Holiner, Alberta Nichols, Sammy Cahn, Saul Chaplin)

Edizione CD del 2016, pubblicato dalla Xanadu Records (Xanadu 105)
1. Angel Eyes – 5:32 (Earl Brent, Matt Dennis)
2. Tin Tin Deo – 6:47 (Chano Pozo, Gil Fuller)
3. Jeannie's Knees – 5:12 (Sonny Criss)
4. Saturday Morning – 5:05 (Sonny Criss)
5. My Heart Stood Still – 6:50 (Lorenz Hart, Richard Rodgers)
6. Until the Real Thing Comes Along – 5:50 (Mann Holiner, Alberta Nichols, Sammy Cahn, Saul Chaplin)
7. Confusion – 4:05 (Sonny Criss) – Bonus Track

- Brano: Confusion, registrato nella stessa session (1º marzo 1975), ma non incluso nell'album originale

## Musicisti
- Sonny Criss - sassofono alto
- Barry Harris - pianoforte
- Leroy Vinnegar - contrabbasso
- Lenny McBrowne - batteria

Note aggiuntive
- Don Schlitten - produttore, direzione
- Zev Feldman - produttore riedizione su CD
- Jordi Soley - produttore esecutivo riedizione su CD
- Registrato il 1º marzo 1975 al Wally Heider's Studio di Hollywood, California
- Peter Granet - ingegnere delle registrazioni
- Mixato da Paul Goodman (RCA)
- Don Schlitten - fotografie copertina frontale e inserto copertina
- Mark Gardner - note retrocopertina album[3][4]